# 163624 Moorthy
163624 Moorthy è un asteroide della fascia principale. Scoperto nel 2002, presenta un'orbita caratterizzata da un semiasse maggiore pari a 3,1666656 UA e da un'eccentricità di 0,0856857, inclinata di 12,77935° rispetto all'eclittica.